# Hyalymenus tarsatus
Hyalymenus tarsatus är en insektsart som först beskrevs av Fabricius 1803.  Hyalymenus tarsatus ingår i släktet Hyalymenus och familjen krumhornskinnbaggar. Inga underarter finns listade i Catalogue of Life.